# Sonderbericht zur Abscheidung und Speicherung von CO2
Der Sonderbericht zur Abscheidung und Speicherung von CO2 (engl. Special Report on Carbon Dioxide Capture and Storage) ist ein im Jahr 2005 erschienener Bericht des Zwischenstaatlichen Ausschusses für Klimaänderungen (IPCC). Er hat den zum Zeitpunkt der Veröffentlichung aktuellen Stand der Wissenschaft der CO2-Abscheidung und -Speicherung zum Gegenstand.

## Zielgruppe
Der Bericht stellt Informationen für politische Entscheidungsträger, Wissenschaftler und Ingenieure im Bereich Klimawandel und Verringerung des CO2-Ausstoßes bereit.

## Inhalt
Der Bericht beschreibt die Quellen, die Abscheidung, den Transport und die Speicherung von CO2. Zudem werden die Kosten, das wirtschaftliche Potenzial und die gesellschaftlichen Probleme der Technologie einschließlich der öffentlichen Wahrnehmung und regulatorischer Aspekte diskutiert. Die hierbei untersuchten Speicheroptionen umfassen die geologische Speicherung, die Ozeanspeicherung und die Mineralkarbonisierung. Der Bericht stellt die CO2-Abscheidung und -Speicherung insbesondere mit anderen Klimaschutzoptionen wie Kraftstoffwechsel, Energieeffizienz, erneuerbaren Energien und Kernenergie in Zusammenhang.
Der Bericht stellt dar, dass das Potenzial der CO2-Abscheidung und -Speicherung beträchtlich sei und die Kosten für die Abmilderung des Klimawandels im Vergleich zu Strategien gesenkt werden könnten, bei denen nur andere Klimaschutzoptionen in Betracht gezogen würden. Die Bedeutung der zukünftigen Abscheidung und Speicherung von CO2 zur Abmilderung des Klimawandels hänge von einer Reihe von Faktoren ab, darunter den für den Einsatz bereitgestellten finanziellen Anreizen, und davon, ob die Risiken der Speicherung erfolgreich bewältigt werden können.

## Autoren
Koordinierende Leitautoren der verschiedenen Kapitel des Berichtes waren Juan Carlos Abanades, Makoto Akai, Sally Benson, Ken Caldeira, Peter Cook, Heleen de Coninck, Richard Doctor, Paul Freund, John Gale, Howard Herzog, Philip Lloyd, Marco Mazzotti, Leo Meyer, Balgis Osman-Elasha, Andrew Palmer, Riitta Pipatti, Edward Rubin, Koen Smekens, Mohammad Soltanieh und Kailai Thambimuthu. Daneben haben zahlreiche weitere Verfasser am Bericht mitgewirkt.